# King África
King África es un proyecto musical argentino que fusionaba elementos de murga, dancehall y hip hop con un estilo tropipop latino. Fue creado en 1992 en Buenos Aires por Dero, Tuti Gianakis y los hermanos Alejandro y Nicolás Guerrieri para su sello musical Oid Mortales Records. Su primer solista fue el rapero Martin Laacré entre 1992 y 1996. Posteriormente se unió al grupo Alan Duffy (DJ, cantante y músico), quien lo lidera desde 1997 hasta la actualidad y es el único miembro, por lo que se le llama a él King África.

## Inicios
En 1993 lanza su primer disco: "El Africano", que alcanzó el disco de oro en Argentina, en él se incluía el tema "Salta", primer gran éxito de la banda, en 1994 editan la segunda producción "Al Palo", ambos larga duración tuvieron como voz solista a Martin Laacré, quien le dio al grupo el estilo ragga rap. Luego en 1995 y después de alcanzar gran éxito no solo en Argentina, sino en gran parte de Latinoamérica, se presentan triunfalmente en el XXXVI Festival Internacional de la Canción de Viña del Mar. En ese mismo año se edita el disco Remix, un compilado de remixes de sus temas más conocidos que incluye además una nueva versión de la canción "La Niña del Pañuelo Colorado" junto a Los del Río. En 1996 King África piso México por primera vez promocionando en ese país una versión diferente de "El Africano" que tenía una canción inedita titulada "Cachete, Pechito y Ombligo", sonando por varias semanas en las radiodifusoras mexicanas y más adelante sonó en Argentina; ese mismo año por diferencias entre los productores y Martin Laacré, este último se retiró de la banda.

## Llegada de Alan Duffy
Alan Duffy, quien hasta el día de hoy se mantiene como solista del grupo ya trabajaba como cantante del sello discográfico Oid Mortales realizando varias grabaciones. Los productores deciden convocarlo para liderar el grupo King África, y, manteniendo el estilo y entonación de Martin Laacré, llevaron junto a Alan Duffy este proyecto a un nivel mucho más internacional. Como anécdota en sus inicios musicales, fueron roqueros y militó durante un tiempo en una banda de rock.
El primer disco grabado por Alan Duffy como nuevo vocalista se tituló Animal en 1997, fue un éxito en toda Latinoamérica. Entre 1997 y 1998 realizó numerosas presentaciones por el continente latinoamericano. En 1998 viajó a Europa para presentar su disco en España. Llegó a tener una gran repercusión en el carnaval de Santa Cruz de Tenerife donde su hit El Camaleón fue elegido el tema número uno de dicho carnaval.
Durante 1999, King África comenzó con su gira por España y Latinoamérica. Los esfuerzos realizados para imponer al artista en el terreno internacional dieron fruto a principios del nuevo milenio de la mano de la canción La Bomba, una versión cover de la banda boliviana Azul Azul. También de su lanzamiento discográfico europeo: Grandes Éxitos. Gracias a este King África se colocó en el primer puesto de los 40 Principales españoles, abriéndose las puertas del mercado masivo europeo. Gran parte de Europa se hizo eco de esta repercusión, comenzando una gira con más de 150 conciertos en España y Portugal, además de Francia, Italia, Alemania, Bélgica, Suiza, Rumania y Holanda. Su disco Grandes Éxitos se convirtió en muy poco tiempo en disco de oro en España, Portugal y Bélgica. Además realizó importantes presentaciones televisivas como Tops of the Pop (Francia y Alemania), Carramba Che Fortuna! (RAI, Italia), Surprise, Surprise (TV Rumania) entre otras.

## Década de 2000
A comienzos del año 2001 King África lanzó al mercado: Carnavalito EP (anticipo de su disco: Pachanga), un CD sencillo con cuatro canciones en las cuales está incluido El Humahuaqueño, llegando a vender miles de copias. A mediados de abril de ese mismo año se editó su nuevo trabajo: Pachanga, que incluye temas como Comadre Compadre, El Humahuaqueño y Salta (remix 2001), esta última canción es utilizada para el spot publicitario de las patatas fritas Pringles con repercusión mundial. En su lanzamiento por Latinoamérica, Pachanga se edita en Puerto Rico y Estados Unidos con un special remix: El Humahuaqueño (reggaeton mix), llegando a conseguir rápidamente en dichos países y en España el disco de oro.
En este mismo año la revista Billboard nominó a King África como “Álbum del año” y “Mejor Artista Pop Revelación” para los premios Billboard Latin Awards, debido a que Pachanga se encuentra en la lista de los 10 álbumes más vendidos. También en el año 2001, fue invitado a participar ante 200.000 personas al concierto “Son Latinos” que se realiza en la Playa de Las Vistas de Tenerife. Su gira se extendió por Canadá y Estados Unidos, donde lo invitaron a participar en la elección de Miss Hawaiian Tropic World que se realizó en el Hotel Mandalay Bay de Las Vegas. El evento se retransmitió en directo por televisión, King África dio el inicio al son de La Bomba junto a las 74 participantes que actúan como bailarinas, y cerró el evento con tres canciones más.
En el año 2002 el grupo lanzó: Energía, un álbum que incluye canciones como: Mete Mete y Vitorino, esta última grabada con el dúo Los del Río. Este mismo año recibió el disco de oro francés por superar las ventas de más de 250.000 copias del CD-sencillo: La Bomba (remixes). En el año 2003 se editó el disco: Buena Onda que incluye canciones como: Tesouro de Pirata (Onda Onda) y Manteca, ambos covers de canciones brasileñas. En julio de este mismo año viajó a Japón para apoyar con varias presentaciones radiales y televisivas en las ciudades de Kyoto, Osaka, Kobe, Yokohama, y Tokio, su disco King África – Grandes Éxitos, editado en ese país, y debido a que su versión del tema La Bomba se encuentra entre las tres canciones más escuchadas de los chart de las radios japonesas realiza varios conciertos.
En 2004 salió a la venta Reggaeton Mix, que contiene temas como Mi abuela, y el hit Golosa. En este mismo año King África viajó a Costa Rica por primera vez para dar un concierto. A comienzos del año 2005 Duffy participó en el programa televisivo “Gran Hermano VIP: El desafío” de España, e inmediatamente cuando salió del concurso presentaron el disco: Fiesta VIP. King África, en este disco, edita un compilado de 21 canciones que lo han hecho famoso, e incluye el hit Paquito El Chocolatero.
En el año 2006 son editados en el recopilatorio Caribe 2006 la canción Saturday Night, un clásico de los 90, y en el año 2007 sale al mercado en el recopilatorio Caribe 2007 con su versión de Bombón, una canción que triunfó en toda Latinoamérica.
En diciembre de 2007 Vale Music festeja su 10.º Aniversario lanzando al mercado el disco: Vale Music: 10 años a nuestra manera, en el que incluye 17 hits versionados por 17 de sus artistas. Como artista más veterano de Vale Music, King África es invitado a participar en este gran festejo realizando una versión de la canción del grupo O-Zone Dragostea Din Tei. En mayo de 2008, Vale Music saca al mercado su disco Caribe 2008 y King África aporta otra nueva canción de verano llamada Chispum . A principios de junio, Vale Music edita el compilado Disco Estrella 2008 que incluye la canción de Rodolfo Chikilicuatre y King África El Chiki Chiki, versión que realizaron juntos en el programa de Andreu Buenafuente.
En mayo de 2009 el recopilatorio de género Dance-Latino de Vale Music cumple su 10.º aniversario, y King África aporta su granito de arena en el Caribe 2009: El verano es azul con su canción Tiki y Taka. En noviembre de 2009 graba en los estudios Disney la canción Si humano fuera ya para dar vida al personaje de Louis en el clásico de Disney Tiana y el Sapo que se estrenó en los cines de España el 5 de febrero de 2010.

## Década de 2010
En febrero de 2011 graba en Valencia junto al actor cómico español Fernando Esteso una nueva versión de la canción La Ramona, un tema que ya había popularizado Fernando Esteso en el año 1973, además juntos realizan el videoclip en esa misma ciudad. Ese mismo año el grupo de rock español "Los Mojinos Escocios" sacan a la venta el disco Mená Chatruá, para ello convocan a 20 artistas invitados para grabar a dúo este disco compilado con sus mejores hits, entre ellos se encuentra King África quienes graban junto a Miguel "El Sevilla", vocalista de dicha banda, una versión del tema titulado La canción del Verano, un divertido reggae-rock.
En febrero de 2012 el sello discográfico Goal Songs, con una producción de Quique Tejada, Isaac Luque y Miguel Vilchez, graban con King África en Barcelona por primera vez cantando en africano, la canción titulada Oh Benuno, una canto espiritual africano del siglo XVII transformada en un hit Tribal Dance. En mayo de 2012 Oh Benuno (EP) sale a la venta en formato digital, y el 5 de junio el sello discográfico Universal Music Spain incluye la nueva canción de King África en su compilado más veraniego de mayor éxito en España, el Caribe 2012.
En el año 2015 King África se une con DKB para grabar un nuevo sencillo que es presentado el día 1 de junio del mismo año por el sello discográfico Sony Music Spain en iTunes y Spotify, y simultáneamente VEVO presenta el Videoclip de la canción DKB feat. King Africa titulada El Cocodrilo. En menos de 48 horas el videoclip recibe más de 50.000 visitas y la canción El Cocodrilo ya es considerada por la prensa española como la Canción del Verano 2015.
En el año 2017 King África celebra a lo grande su 25 Aniversario, Alan Duffy prepara una gran gira por España y toda Europa, además presenta una nueva canción que promete ser una vez más la Canción del Verano. En abril de 2017, y celebrando el 25 Aniversario, se une nuevamente con DKB para grabar juntos un nuevo sencillo, una vez finalizada la grabación viajan a Cuba para que el gran productor cubano Dj. Unic de su toque especial a la base de la nueva canción. Aprovechando la visita, deciden grabar el videoclip en La Habana (Cuba), y el 29 de mayo del mismo año es presentado por el sello discográfico Universal Music Spain en su disco Caribe 2017, además se presenta en las plataformas digitales iTunes y Spotify, y simultáneamente presentan también el videoclip en VEVO de la canción:DKB & King Africa feat. Dj. Unic: El Tembleque.

## Década de 2020
En febrero de 2022, King Africa, celebrando su 30 Aniversario, entra en el estudio Listen 2 Fell junto a los grandes artistas Cubanos  Clase A (cantante y compositor), y Raudel Raul (actor, bailarín, y cantante), para grabar una nueva canción titulada La Colita, con la producción del Dr.López (productor Cubano). El 10 de Junio del mismo año, presentan la canción en todas las plataformas digitales, y simultáneamente el videoclip en YouTube.

## Discografía
| - "El Africano" (1993) 1. E-O-E (El Africano) 2. Hey, Vos! 3. Salta 4. Póntelo Pónselo 5. El Africano 6. Que Noche Anoche 7. El Boliche se Quemó 8. 1, 2, 3, Cha Cha Cha 9. E-O-E (Alza las manos) - "Al Palo" (1994) 1. Mamá yo Quiero 2. Al Palo 3. Bien Arriba 4. Están Bailando 5. Palo-E 6. Todo va a estar Bien 7. Africana 8. Se Mueve 9. Todos a Bailar - "El Africano" (Versión para México) (1996) 1. E-O-E (El Africano) 2. Cachete, Pechito y Ombligo 3. Salta 4. E-O-E (Alza las manos) 5. El Africano 6. Que Noche Anoche 7. El Boliche se Quemó 8. 1, 2, 3, Cha Cha Cha 9. Póntelo Pónselo - "Remix" (1996) 1. La Niña (del Pañuelo Colorado) - Los del Río Feat. King África 2. Blumana - Candombe Mix Feat. Rubén Rada 3. Megaremix - Radio Edit 4. E-O-E Rosabel Vocal Remix 5. Cachete, Pechito y Ombligo Tecnomerengue Remix 6. Africana (La Colegiala) Tropical Remix 7. Mamá yo Quiero - Magma Remix 8. Póntelo Pónselo - Latin Dub Remix 9. Al Palo - Tribal Remix 10. Salta - DJ Dero Batucada Remix 11. El Boliche se Quemó - África Dub Remix 12. E-O-E Rosabel África Dub - "Animal" (1998) 1. Intro 2. El Camaleón 3. El Mate 4. Calentón 5. Mamá Yo Quiero 6. Ciudad Maravillosa 7. Juega Conmigo 8. Africana (La colegiala) 9. Bien Arriba 10. El Orangután 11. Se Mueve 12. Agua Mineral 13. Trantela - "La Bomba (Grandes éxitos)" (2000) 1. La Bomba (cover Azul Azul) 2. Mama yo quiero 3. Salta 4. Bailando Pump It Up 5. E-O-Zumba-E 6. Toda España está bailando 7. Juega conmigo 8. El camaleón 9. Ciudad maravillosa 10. Africana (La colegiala) 11. Tarantela 12. Calentón 13. El orangután 14. El mate 15. Agua mineral 16. King África Megamix (Remix) - "Carnavalito Ep" (2001) 1. El Humahuaqueño 2. Mete-Mete 3. Lunita Tucumana 4. 1,2,3 Carnaval - "Pachanga" (2001) 1. Se viene K.A. 2. El Humahuaqueño 3. Que me pincha el cardo 4. Bomba Bomba 5. ¿Querías K.A.? 6. Comadre compadre 7. Mayonesa 8. Johanna 9. El meneaíto 10. La pachanga 11. Whisky a go go 12. Africanos a la pista 13. Muévelo 14. Allá en el rancho grande 15. Españoles a bailar 16. Se mueve 17. Salta (Remix 2001) 18. Salta - "Energía" (2002) 1. Intro K.A. 2. Mete-mete 3. Vitorino (King África versus Los del Río) 4. Te ves buena 5. Muchacha triste 6. Lunita Tucumana 7. El murguero 8. Alza las manos 9. Palo 10. Maravillosa 11. Energía 12. Bien arriba 13. 1,2,3 Carnaval 14. Al palo 15. Bailando Pump It Up | - "Buena onda" (2003) 1. Bienvenidos al show 2. Manteca 3. Rebolea 4. Tesouro do Pirata (Onda Onda) 5. Te ves Buena (Remix 2003) 6. Chu Chu Ua Chu Chu Ua 7. El Batido 8. Calentón 9. La Bamba 10. Vamos a la playa 11. Al Palo 12. Manteca (Remix) - "Reggaetón Mix" (2004) 1. Se viene el reggaetón 2. Golosa 3. Mi abuela 4. El ritmo es tu danza 5. Robi Rob's Boriqua anthem 6. El camaleón (Remix 2004) 7. Baila conmigo 8. La bomba (Remix 2004 cover Azul Azul) 9. Golosa (Remix) - "Fiesta VIP" (2005) 1. Paquito El Chocolatero 2. Tonta 3. Se te ve la tanga 4. Soy vip 5. Mi abuela (featuring Wilfred) 6. El ritmo es tu danza 7. Baila conmigo (Alza las manos mix) 8. El camaleón 9. Mamá yo quiero 10. La Bomba (cover Azul Azul) 11. El Humahuaqueño 12. Mete mete 13. Tesouro do Pirata (Onda Onda) 14. Salta 15. Golosa 16. Al Palo 17. Toda España está bailando 18. Bailando Pump It Up 19. Alza las manos 20. E-O-E 21. Agua mineral - "Caribe 2006 (Súbele el volumen)" (2006) Saturday night (Didi Lalala) - "Caribe 2007 (Fruto Prohibido)" (2007) Bombón asesino - "Vale Music (10 años a nuestra manera)" (2007) O-Zone feat. King África: Dragostea Din Tei - "Caribe 2008" (2008) Chispum - "Disco Estrella 2008" (2008) Rodolfo Chikilicuatre feat. King África: Baila el Chiki Chiki - "Caribe 2009 (El verano es azul)" (2009) Tiki y Taka - "Tiana y El Sapo (BSO)" (2009) Si humano fuera ya - "La Ramona (EP)" (2011) Fernando Esteso feat. King África: La Ramona - "Mená Chatruá" (2011) Los Mojinos Escocios feat. King África: La canción del Verano - "Oh Benuno (EP)" (2012) Oh Benuno (Radio Edit) - "Caribe 2012" (2012) Oh Benuno (Radio Edit) - "El Cocodrilo (EP)" (2015) DKB feat. King África: El Cocodrilo - "Caribe 2017" (2017) DKB & King África feat. Dj. Unic: El Tembleque - "La Colita (EP)" (2022) Clase A + King África + Raudel Raul: La Colita |